# 萊佩維爾塔
62°29′30″N 27°47′15″E / 62.49167°N 27.78750°E

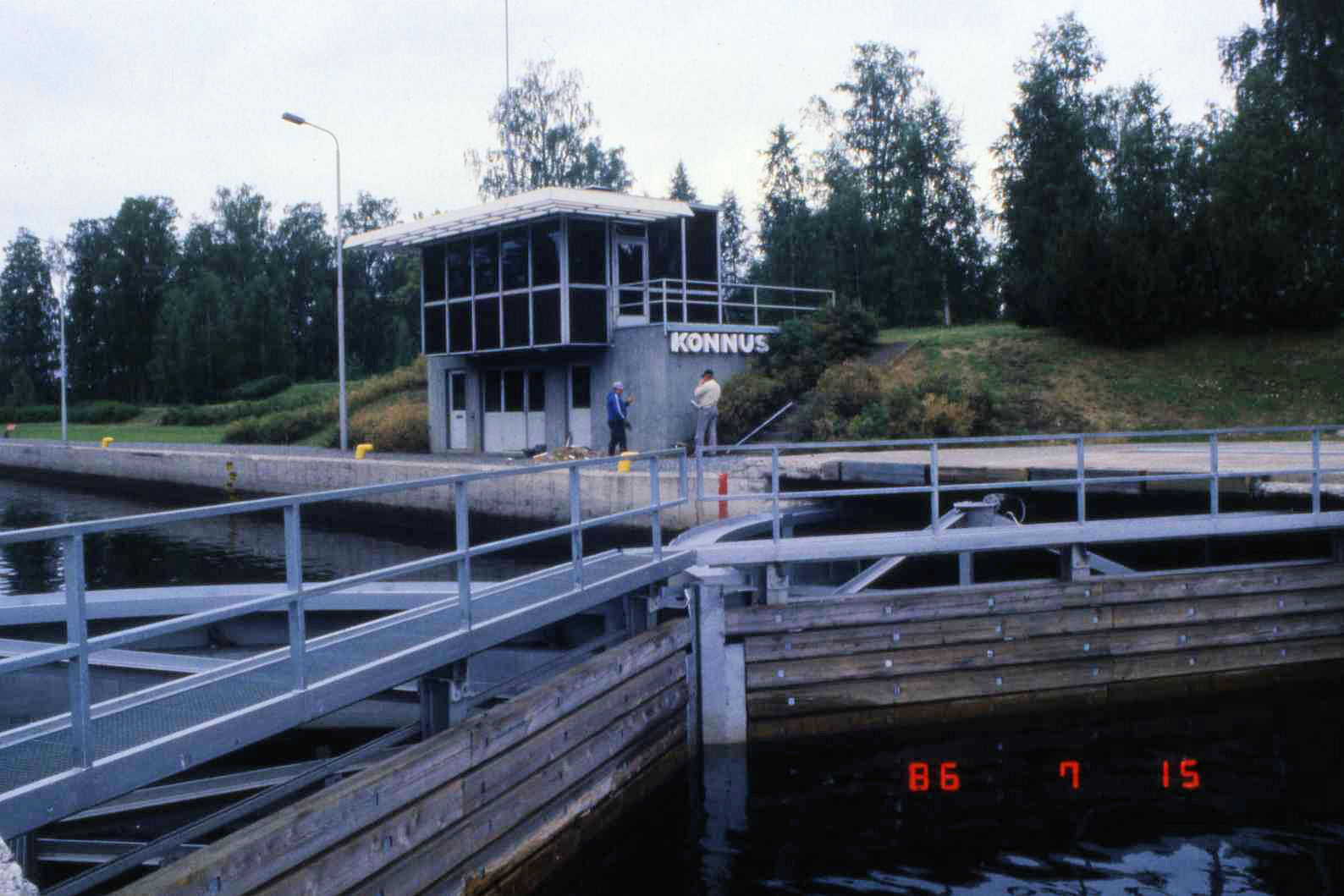

萊佩維爾塔是芬蘭的城鎮，位於該國中東部，由北薩沃尼亞區負責管轄，始建於1639年，面積1,520平方公里，2013年人口10,390，人口密度為每平方公里9.15人。

## 外部連結
- Municipality of Leppävirta – Official website